# Марчегалья, Антонио
Антонио Марчегалья (итал. Antonio Marcegaglia; 12 декабря 1963, Мантуя) — итальянский управляющий, председатель правления и главный исполнительный директор промышленной группы Марчегалья.

## Биография
Родился в Мантуе 12 декабря 1963 г. В 1987 г. с отличием окончил университет им. Луиджи Боккони в Милане по специальности «экономика предприятия» и через несколько дней полностью посвятил себя деятельности компании. Неуклонный личный рост и забота о развитии предприятия позволили ему превратить итальянскую компанию среднего уровня в одного из ключевых игроков международного рынка.
Благодаря вкладу Антонио Марчегальи диверсификация деятельности Группы продолжается, в 1988 г. создаётся компания «Bioindustrie Mantovane» и приобретаются компании: «Oskar» в Остерия-Гранде (Болонья), «Nuova Omec», «Ennepi» в Луго (Равенна), «Imat» в Фонтанафредда (Порденоне); в 1989 г. «CCT» в Галларате (Варесе) и «Elet.Ca» в Капалле (Флоренция); в 1989 г. создаётся компания «Marcegaglia Impianti» в Саронно (Варесе). В том же году Группа начинает участвовать в акционерном капитале компаний «Fergallo» в Моттеджане (Мантуя), «SIM» в Сант’Атто (Терамо) и «Ellere» в Монтебелло-Вичентино (Виченца). В 1991 году Группа покупает компании «Resco Tubi» в Кузаго (Милан) и «OMF» в Фьюме-Венето (Порденоне). В 1994 году покупается компания «Brollo Profilati» в Дезио (Милан), которая в последующем переедет поближе к Милану, в помещения бывшей компании «Breda» (куплена в 1996 г.) общей площадью 80 тысяч м.кв. В 1995 г. Группа приобретает «ETA Euro Tubi acciaio» в Милане, за этим следует участие в акционерном капитале компании «Allu’s» из Сесто-аль-Регена (Порденоне).
Новая плеяда компаний и предприятий позволяет Группе заявить о себе в сфере производства товаров для дома из металла и в сфере окрашивания металла и металлических компонентов для бытовых электроприборов в электростатическом поле. Металлургическое производство укрепляется за счёт изготовления тонких труб из нержавеющей стали и холоднокатаных профилированных изделий.
В 1996 г. создаётся компания «Euro Energy Group», призванная заниматься производством оборудования для получения энергии из новых источников. В январе 1997 г. Группа покупает компанию «Nuova Forsidera Spa» вместе с заводами в Корсико (Милан) и в Альбиньязего (Падуя), специализирующуюся на холодной прокатке стали и обработке оцинкованной стали.
В 1997 г. усилиями Антонио Марчегальи расширяется энергетический сектор Группы и создаётся компания «Green Power», занимающаяся развитием стратегий и систем получения энергии путём газификации отходов и биомасс. В 1998 г. рождается ещё одна новая компания — «Boiler Expertise», осуществляющая деятельность по проектированию и производству индустриальных котлов и котлов большой мощности
В том же году куплены: «Astra» в г. Медзолара-ди-Будрио (Болонья) и завод с прокатным станом для производства листового проката в г. Ногаро (Удине), ранее принадлежавший компании «Siderplating» и переименованный в «Marcegaglia San Giorgio».
Осуществление программы развития, предложенной Антонио Марчегальей, продолжается и в 1999 году. Группа приобретает «Morteo Nord» в г. Поццоло-Формигаро (Алессандрия) и «Ponteggi Dalmine» с офисом в Милане и заводами в Граффиньяне (Лоди) и Потенце.
За этим следует новое приобретение в туристическом секторе — покупка в 2001 г. базы отдыха «Pugnochiuso», расположенной на мысе Гаргано в Апулии.
В декабре 2001 года, после нескольких лет работы и инвестиций, превышающих 500 миллионов евро, торжественно открывается новый большой завод в Равенне — второй по величине металлургический центр Италии. В 2002 г. в Таранто, на территории ранее принадлежавшей компании «Belleli», начинает работать второй (после Потенцы) производственный центр на Юге.
В 2003 г. деятельность в сфере производства электробытовых товаров расширяется, Группа приобретает компанию «BVB» в г. Сан-Лоренцо-ин-Кампо (Пезаро-э-Урбино). В 2004 г. Группа совершает ещё один важный шаг в развитии своей деятельности в туристическом секторе: совместно с Банком «Intesa» и группой «Ifil» покупает 49 % акций компании «Sviluppo Italia Turismo».
В 2007 г. Антонио Марчегалья начинает участвовать в акционерном капитале «Gabetti Property Solutions», инвестируя 300 миллионов евро в усовершенствование завода этой компании, расположенного в Равенне. Усиливается также присутствие Группы в энергетическом секторе: контролируемая Антонио Марчегальей компания «Arendi» начинает производство фотогальванических панелей. Расширяется и деятельность в туристическом секторе: Группа берёт на себя управление одним из самых важных в Италии и в Европе гостиничных комплексов «Forte Village» в г. Санта-Маргерита-ди-Пула на о. Сардиния. Позже к нему добавляется туристический комплекс «Le Tonnare» в Стинтино, провинция Сассари. В 2007 г. расширяется завод в Больтьере (Бергамо) В 2008 г. Группа покупает туристический комплекс «Castel Monastero» в Кастельнуово-Берарденга (Сиена) и комплекс зданий «Ex Arsenale» в Ла-Маддалена (Сассари).
В октябре 2013 года, после смерти отца Стено (основателя группы), Антонио Марчегалья был назначен Председателем правления группы «Marcegaglia».
С 2017 года после присоединения Ilva Group к AM Investco (совместное предприятие, включающее компании ArcelorMittal и Marcegaglia), Антонио Марчегалья (Antonio Marcegaglia) способствует перезапуску этого крупного европейского сталелитейного актива. Целью было укрепление его позиции рыночного лидера и увеличение рыночной доли компании в европейской и мировой сталелитейной промышленности.

## Группа выходит на мировой уровень
В 1989 году Антонио Марчегалья начинает политику интернационализации, что позволяет Группе «Marcegaglia» усилить своё прямое присутствие на международном рынке
В 1989 году в Дюссельдорфе создаётся компания «Marcegaglia Deutschland», занимающаяся сбытом продукции Группы на немецком и североевропейском рынках. Кроме того, в Великобритании, недалеко от Лондона, открывается компания «United Stainless Steel», за ней следуют «Marcegaglia U.K.», производящая сварные трубы из горячекатаной и холоднокатаной ленты, и созданная в 1997 году в Дадли (Вест Мидландс) «Marcegaglia UK».
В 1991 году Антонио Марчегалья разрабатывает проект завоевания американского рынка. Во втором полугодии в Соединённых Штатах Америки Группа покупает компанию «The New Bishop Tube» в Филадельфии, в феврале 1992 — «Damascus» в Гринвилле. Эти важнейшие предприятия позже дали жизнь «Damascus-Bishop Tube Company» — компании, специализирующейся на производстве нержавеющей стали.
В 1993 году Антонио Марчегалья покупает бельгийскую «Cotubel», занимающуюся продажей труб и продукции из нержавеющей стали во Франции и странах Бенилюкса, и создаёт торговую компанию «Central Bright Steel», продающую сварные трубы в Великобритании. В 1997 году компания начинает производство этих труб на территории Бирмингема.
Летом 1998 года Группа приобретает большую промышленную зону в Манхолл (пригород Питтсбурга), в которой размещается новая компания «Marcegaglia USA», позже в неё вольётся «Damascus-Bishop Tube Company».
Антонио Марчегалья осуществит свои планы, создав в 1999 году компании «Marcegaglia Iberica», «Marcegaglia Ireland», «Marcegaglia France», «Marcegaglia Austria» и «Marcegaglia do Brasil», которая уже к 2005 году утрола свой оборот, расширила площадь завода, а количество работников достигло 1000 человек. Тем временем в Бремене, совместно с «Gruppo Arbed», создана первая компания Группы «Marcegaglia» по производству высококачественной стали.
В 2000 году Группа покупает компанию «Earcanal» в Лейоа, Испания. После совместного предпринимательского опыта с Группой «Arbed», в 2004 году Группа «Marcegaglia» подписывает соглашение с Группой «Corus» о совместном десятилетнем управлении её сталеплавильным заводом в Англии в городе Тиссайд. Это позволяет гарантировать поставки по себестоимости одного миллиона тонн сляба в год для производства рулонного и листового проката. В том же году создаётся «Oto Mills do Brasil» в Сан-Паолу.
В 2005 года продолжается расширение «Marcegaglia do Brasil», а июне Антонио Марчегалья торжественно открывает четвёртое производственное предприятия Группы за рубежом: в польском городе Прашка начинают производство труб для охлаждения, изолирующих панелей и гофрированного листа. Через год в Клужборке, находящемся всего в 20 километрах от Прашки, начнётся изготовление труб и тянутых металлических изделий. В 2007 году создаётся «Marcegaglia Gulf» в Дохе, Катар. Расширение производственной деятельности Группы продолжилось и в 2008 году: в китайском Янгжоу, находящимся в 350 км к северо-западу от Шанхая, открылся первый в Азии завод Группы, производящий высокоточные трубы из нержавеющей и углеродистой стали; в Румынии, в городе Клуж, начала свою деятельность компания «Marcegaglia Romania»; в России, в городе Владимире. Группа приступила к работам по строительству нового завода.